# Hesseng
Hesseng (Kveens: Hessenki) is een plaats in de Noorse gemeente Sør-Varanger, provincie Finnmark. Hesseng telt 1557 inwoners (2007) en heeft een oppervlakte van 1,25 km².